# Orphan Black: Echoes
Orphan Black
Orphan Black: Echoes est une série télévisée canadienne en dix épisodes d'environ 45 minutes créée par Anna Fishko qui se déroule en 2052 dans le même univers que Orphan Black créée par John Fawcett et Graeme Manson. Elle a été mise en ligne en Australie le 3 novembre 2023 sur Stan, et est prévue pour le 23 juin 2024 sur AMC, AMC+ et BBC America.
En France, la série a été diffusée depuis 26 décembre 2023 sur OCS. Elle reste inédite dans les autres pays francophones.
En septembre 2024, la série a été annulée après une saison.

## Synopsis
Se déroulant en 2052, trente-sept ans après la fin de la série originale, Echoes suit la vie de Kira, désormais adulte, et de sa femme, alors qu'elles tentent d'aider une femme amnésique.

## Distribution

### Principaux
- Krysten Ritter (VFB : Audrey d'Hulstère) : Lucy, une femme qui a subi une intervention chirurgicale et qui n'a aucun souvenir de qui elle est.
- Keeley Hawes (VFB : Fabienne Loriaux) : Dr Kira Manning, une scientifique, épouse d'Eleanor et mère de Lucas. Elle est la fille de Sarah Manning, la protagoniste de la série originale Orphan Black. Elle était auparavant interprétée par Skyler Wexler dans la série originale.
- Amanda Fix (VFB : Aaricia Dubois) : Jules Lee, une adolescente adoptive de parents riches.
- Avan Jogia (VFB : Maxime van Santfoort) : Jack, le petit ami de Lucy, ancien médecin militaire et père célibataire.
- James Hiroyuki Liao (VFB : Frédéric Meaux) : Paul Darros, un puissant milliardaire autodidacte qui dirige la Fondation Darros.
- Rya Kihlstedt (VFB : France Bastoen) : Dr Eleanor Miller, neuroscientifique, épouse de Kira et mère de Lucas.

### Récurrents
- Reed Diamond (VFB : Martin Spinhayer) : Tom, responsable de la sécurité d'entreprise de la Fondation Darros.
- Tattiawna Jones (en) : Emily, agent de sécurité d'entreprise pour la Fondation Darros et ancien agent de la CIA.
- Zariella Langford-Haughton : Charlie
- Jonathan Whittaker : Craig
- Jaeden Noel : Lucas Manning, le fils de Kira et Eleanor.
- Eva Everett Irving : Tina
- Adam Kenneth Wilson : James
- Liam Diaz (en) (VFB : Achille Dubois) : Wes
- Alexandra Castillo (en) : Neva
- Izad Etemadi : Dr Josh Tartakovich
- Alice Hamid : Rhona
- Vinson Tran (VFB : Brieuc Lemaire) : Xander Darros

Version française dirigée par Rosalia Cuevas au studio Nice Fellow (Belgique), d'après une adaptation des dialogues d'Olivier Le Treut, Nathalie Lanux et Marie-Pierre Deprez. Informations prélevées des cartons de doublage.

### Invité
- Jordan Gavaris dans le rôle de Felix Dawkins, l'oncle de Kira. Gavaris reprend son rôle de la série originale Orphan Black .
- Evelyne Brochu dans le rôle du Dr Delphine Cormier, qui vient aider Kira  au nom de sa femme, Cosima. Brochu reprend son rôle de la série originale Orphan Black .

## Épisodes
1. Réveil (Pilot)
2. Jules (Jules)
3. Pegasus Girl (Pegasus Girl)
4. Réminiscences (It's All Coming Back)
5. Kira et Eleanor (Do I Know You?)
6. Modèle original (Unless You Trusted Someone)
7. Révélations (The Dog's Honest Truth)
8. La croisée des chemins (The Paradox of Joyce)
9. Le secret de Darros (Attracting Awful Things)
10. Laisse-moi imaginer... (We Will Come Again)

## Accueil critique
La série est notée 3,2 sur 5 par les téléspectateurs (7 notes) sur le site d'Allociné.